# Walid Eido
Walid Eido (auch Walid Eddo, arabisch وليد عيدو, DMG Walīd ʿĪdū; * 2. April 1942 in Beirut; † 13. Juni 2007 ebenda) war ein libanesischer Politiker und von 1967 bis 2000 Richter.

## Leben
Er studierte Rechtswissenschaft an der Libanesischen Universität Beirut und machte 1966 seinen Abschluss.
Während des Libanesischen Bürgerkriegs war Eido ein Mitglied der Murabitun-Miliz. Im Jahre 2000 beendete er seine juristische Laufbahn und kandidierte für die Nationalversammlung, in die er auf einem der den Sunniten zustehenden Sitze im zweiten Beiruter Wahlbezirk einzog. Im Jahre 2005 kandidierte er für die Zukunftsbewegung von Saad al-Hariri. Er war Hisbollah-kritisch und galt als anti-syrisch.
Im April 2007 hat Eido Ministerpräsident Fuad Siniora aufgefordert, den durch die Nichtersetzung im November 2006 zurückgetretener Minister eingetretenen Stillstand zu beenden. „Es ist an der Zeit, diesen Resignationsquatsch durch das verfassungskonforme Ersetzen der zurückgetretenen Minister zu beenden, sodass die Regierung zur Arbeit zurückkehren kann.“

## Attentat
Walid Eido war der siebte gegen Syrien auftretende Politiker, der im Libanon seit Anfang 2005 einem Attentat zum Opfer fiel. Bei dem Anschlag am 13. Juni 2007 gegen 17.30 Uhr Ortszeit kamen auch der älteste seiner drei Söhne, Khalid Eido, seine beiden Leibwächter und sechs weitere Personen ums Leben, darunter der Fußballspieler Hussein Dokmak.